# Paweł Jakub Korombel
Paweł Jakub Korombel (ur. 1952) – polski aktor i tłumacz literatury anglojęzycznej.

## Życiorys
Absolwent IX LO im. Zygmunta Wróblewskiego w Krakowie, matura w 1971. Studiował w Państwowej Wyższej Szkole Teatralnej w Krakowie, dyplom w 1975.
Po ukończeniu studiów aktorskich występował w Krakowie w Teatrze im. J. Słowackiego i na Scenie Miniatura tego teatru, następnie w Tarnowie w Teatrze im. Ludwika Solskiego podczas kadencji dyrektora Ryszarda Smożewskiego.
W tarnowskim teatrze organizował działalność komórki związkowej NSZZ „Solidarność”, był delegatem na I Krajowy Zjazd NSZZ „Solidarność” w Gdańsku w 1981. Redaktor Informatora Związkowego – regionalnego pisma wydawanego od 23 III do 20 VII 1981 w Tarnowie przez MKZ Małopolska Komisja w Tarnowie.
Od lat 90. XX w. tłumaczy literaturę anglojęzyczną na język polski, szczególnie takich gatunków, jak thriller, horror czy książki historyczne. Wydano ponad 50 przetłumaczonych przez niego tytułów.
Książki, które przełożył Paweł Korombel, zostały wydane m.in. przez wydawnictwa: Albatros, al fine, Amber, Da Capo, IW Erica, Prószyński i S-ka, DW Rebis, Zysk i Spółka.

## Życie prywatne
Matka – Natalia Rolleczek (pisarka, dramaturg), ojciec – Bogumił Korombel (ekonomista, inżynier).
Pasjonat brydża sportowego.

## Filmografia
- 1977 – Pasja (reżyseria Stanisław Różewicz)[10]
- 1983 – 6 milionów sekund (odc. 11 – Zapomniane niezapominajki) (reżyseria Leszek Staroń)[11]